# LAST ANGEL feat.東方神起
「LAST ANGEL feat.東方神起」為2007年11月7日發行之日本歌手・倖田來未第38th單曲。

## 附註
- 單曲標題以合作藝人命名、本作為第5張。

- A面曲「LAST ANGEL」為電影「惡靈古堡3：大滅絕」日本公開版形象歌曲、music.jp電視廣告曲。

- 本作為東方神起首次與日本藝人的合作作品。

- 東方神起的專輯『T』收錄「LAST ANGEL -TOHOSHINKI ver.-」為東方神起的獨唱版本。

- B面曲的「Dear Family」則為中板抒情曲，描寫對家族的愛的感謝之意。。

- 首批購入者特典為「倖田來未×東方神起 特別明信片」。

## 發行版本
- CD+DVD
- CD ONLY

## 曲目

### CD
1. LAST ANGEL feat.東方神起
作詞：Kumi Koda　作曲・編曲：Negin、Lira、Gustafsson
2. Dear Family
作詞：Kumi Koda、H.U.B.　作曲：Tomokazu“T.O.M"Matsuzawa
3. LAST ANGEL feat.東方神起 (Instrumental)
4. Dear Family (Instrumental)

### DVD
1. LAST ANGEL feat.東方神起 (Music video)
2. LAST ANGEL feat.東方神起 (Making video)

## 相關連結
- 東方神起

## 資料來源
http://ja.wikipedia.org/wiki/LAST_ANGEL_feat.%E6%9D%B1%E6%96%B9%E7%A5%9E%E8%B5%B7 （页面存档备份，存于）